# Брајерклиф (Арканзас)
Брајерклиф (енгл. Briarcliff) град је у америчкој савезној држави Арканзас.

## Демографија
По попису из 2010. године број становника је 236, што је 4 (-1,7%) становника мање него 2000. године.
| Група             | 2000.       | 2010.        |
| Белци             | 235 (97,9%) | 236 (100,0%) |
| Афроамериканци    | 0 (0,0%)    | 0 (0,0%)     |
| Азијати           | 0 (0,0%)    | 0 (0,0%)     |
| Хиспаноамериканци | 0 (0,0%)    | 0 (0,0%)     |
| Укупно            | 240         | 236          |